# Kolonialvarer
Kolonialvarer er langtidsholdbare levnedsmidler, som sælges af købmænd og supermarkeder, som mel, sukker, gryn, kaffe, te og krydderier. Oprindeligt varer fra oversøiske kolonier.

## Ekstern henvisning
- Har du også glemt, hvorfor det hedder kolonialvarer? | Information

| Mad og drikke | Spire Denne artikel om mad og drikke er en spire som bør udbygges. Du er velkommen til at hjælpe Wikipedia ved at udvide den. |